# El pañuelo amarillo de la felicidad
El pañuelo amarillo de la felicidad (幸福の黄色いハンカチ Shiawase no Kiiroi Hankachi?) es una película japonesa dramática de 1977 dirigida por Yôji Yamada. Es considerada uno de los clásicos del cine japonés y en la 1.ª entrega de los premios de la academia japonesa recibió la mayoría de los premios a los que estaba nominada incluyendo Mejor Película del Año. A su vez la película también figuró en otros premios como los Kinema Junpo y el Concurso de Cine Mainichi en los que también fue elegida Mejor Película.

## Argumento
Mientras conducían por Hokkaido sin un rumbo fijo en su auto recién comprado (Mazda Grand Familia) una pareja de jóvenes que apenas se acaban de conocer, Kinya y Akemi que habían emprendido un viaje con la intención de sanar sus corazones rotos por sus antiguas relaciones se encuentran con Yûsaku en el camino, un hombre de mediana edad tranquilo y reservado al que aceptan como compañero de viaje. Poco a poco, irá revelándose el pasado de Yûsaku, que acaba de salir de prisión tras cumplir su condena por asesinato, y que lo único que quiere es intentar volver a su hogar con su esposa Mitsue. Pero la condición es que si ella de verdad espera su regreso, habrá colgado un pañuelo amarillo en la puerta de la casa. De no ser así, él deberá dar vuelta e irse para siempre sin haberla visto.

## Elenco
| Actor           | Personaje                   |
| --------------- | --------------------------- |
| Ken Takakura    | Yûsaku Shima                |
| Chieko Baishō   | Mitsue Shima                |
| Kaori Momoi     | Akemi Ogawa                 |
| Tetsuya Takeda  | Kin'ya Hanada               |
| Hisao Dazai     | Manager Ryokan              |
| Makoto Akatsuka | Chinpira                    |
| Mari Okamoto    | Chica de la tienda de Ramen |

## Premios y nominaciones
Premios de la Academia Japonesa (日本アカデミー賞)
| Año  | Categoría               | Receptor                    | Resultado |
| ---- | ----------------------- | --------------------------- | --------- |
| 1977 | Mejor Película del Año  | Mejor Película del Año      | Ganador   |
| 1977 | Mejor Director del Año  | Yôji Yamada                 | Ganador   |
| 1977 | Mejor Guion             | Yôji Yamada Yoshitaka Asama | Ganadores |
| 1977 | Mejor Actor             | Ken Takakura                | Ganador   |
| 1977 | Mejor Actriz            | Chieko Baishô               | Nominada  |
| 1977 | Mejor Actor de Reparto  | Tetsuya Takeda              | Ganador   |
| 1977 | Mejor Actriz de Reparto | Kaori Momoi                 | Ganadora  |
| 1977 | Mejor Banda Sonora      | Masaru Satô                 | Nominado  |

## Adaptaciones
Una versión estadounidense de la película con William Hurt, Kristen Stewart y Eddie Redmayne titulada The Yellow Handkerchief se estrenó en 2008.
- Datos: Q872112
- Multimedia: Shiawase no Kiiroi Handkerchief / Q872112